# Lacinipolia buscki
Lacinipolia buscki là một loài bướm đêm trong họ Noctuidae.